# Phaeoceros pearsonii
Phaeoceros pearsonii är en bladmossart som först beskrevs av M.Howe, och fick sitt nu gällande namn av Johannes Max Proskauer. Phaeoceros pearsonii ingår i släktet Phaeoceros och familjen Notothyladaceae. Inga underarter finns listade i Catalogue of Life.